# پریبووتسه (بویانوواتس)
پریبووتسه (به صربی: Pribovce) یک منطقهٔ مسکونی در صربستان است که در بوجانوواچ واقع شده‌است. پریبووتسه ۳۴۸ نفر جمعیت دارد.